# Alexandra Grauvogl
Alexandra Grauvogl (ur. 16 listopada 1981 w Tegernsee) – niemiecka narciarka alpejska, a także specjalistka narciarstwa dowolnego. Jej największym sukcesem jest brązowy medal w skicrossie wywalczony na mistrzostwach świata w Madonna di Campiglio. Jak dotąd nie startowała na igrzyskach olimpijskich. Najlepsze wyniki w Pucharze Świata w narciarstwie dowolnym osiągnęła w sezonie 2004/2005, kiedy to zajęła 37. miejsce w klasyfikacji generalnej. W sezonie 2000/2001 Pucharu Świata w narciarstwie alpejskim zajęła 109. miejsce.

## Osiągnięcia

### Mistrzostwa świata
| Miejsce | Dzień    | Rok  | Miejscowość          | Konkurencja | Zwycięzca       |
| ------- | -------- | ---- | -------------------- | ----------- | --------------- |
| 10.     | 18 marca | 2005 | Ruka                 | Skicross    | Karin Huttary   |
| 3.      | 6 marca  | 2007 | Madonna di Campiglio | Skicross    | Ophélie David   |
| 22.     | 2 marca  | 2009 | Inawashiro           | Skicross    | Ashleigh McIvor |

### Puchar Świata

#### Miejsca w klasyfikacji generalnej
- sezon 2002/2003: 42.
- sezon 2003/2004: 111.
- sezon 2004/2005: 37.
- sezon 2006/2007: 53.
- sezon 2007/2008: 49.
- sezon 2008/2009: 46.
- sezon 2009/2010: 127.

#### Miejsca na podium
1. Kreischberg – 21 stycznia 2005 (skicross) – 3. miejsce